# Convention de recherche
Dans le domaine de la recherche scientifique, une convention de recherche est un contrat de prestation intellectuelle.
La convention lie deux parties, appelées alors cocontractants, autour d'un projet de recherche. Elle est définie dans le temps : elle a une date de notification, une date d'effet et une date de fin. Elle peut contenir des clauses financières ou non.